# Brian Whittle
Brian Whittle (* 24. April 1964 in Ayr) ist ein ehemaliger britischer Leichtathlet, der sich auf den 400-Meter-Lauf spezialisiert hatte.
Whittle gewann bei den Leichtathletik-Europameisterschaften 1986 in Stuttgart gemeinsam Derek Redmond, Kriss Akabusi und Roger Black die Goldmedaille in der 4-mal-400-Meter-Staffel. Dabei musste er seine Runde auf nur einem Schuh laufen, nachdem er den anderen bei der Übernahme des Staffelholzes von Abukasi verloren hatte. Trotzdem gelang der britischen Mannschaft mit einer Zeit von 2:59,84 min ein Meisterschaftsrekord.
Bei den Leichtathletik-Halleneuropameisterschaften 1988 in Budapest wurde Whittle im 400-Meter-Lauf Zweiter. Im selben Jahr nahm er an den Olympischen Spielen in Seoul teil. Mit der britischen 4-mal-400-Meter-Staffel belegte er den fünften Rang, über 400 Meter erreichte er die Halbfinalrunde. 1989 gewann er bei den Leichtathletik-Halleneuropameisterschaften in Den Haag erneut eine Silbermedaille im 400-Meter-Lauf. Zwei Wochen später wurde er bei den Leichtathletik-Hallenweltmeisterschaften in Budapest über dieselbe Distanz Fünfter. Bei den Commonwealth Games 1990 in Auckland belegte er mit der schottischen Mannschaft den zweiten Rang in der Staffel.
Zwischenzeitlich versuchte Whittle sich verstärkt im 800-Meter-Lauf, wenngleich weniger erfolgreich als auf der halben Distanz. Bei den Leichtathletik-Weltmeisterschaften 1991 in Tokio verpasste er den Finaleinzug, bei den Leichtathletik-Halleneuropameisterschaften 1992 in Genua belegte er den sechsten Platz. Seine internationale Karriere schloss Whittle mit seinem zweiten Europameistertitel ab. Bei den Leichtathletik-Europameisterschaften 1994 in Helsinki siegte er zusammen mit David McKenzie, Roger Black und Du’aine Ladejo in der 4-mal-400-Meter-Staffel.
Brian Whittle ist 1,90 m groß und wog in seiner aktiven Zeit 77 kg. Er ist verheiratet und hat drei Töchter.